# Strange Deja-vù
Scene Two: Strange Deja-Vù es la tercera pista del álbum conceptual Metropolis Pt. 2: Scenes from a Memory de la banda de metal progresivo Dream Theater. Conforma la segunda parte de la segunda escena del primer acto del álbum.

## Letra
En la canción escuchamos un poco más sobre sueños que llevaron a Nick a empezar terapia. Sabemos que cada vez que se duerme es llevado a un sueño recurrente de otra vida suya.
Nick describe una entrada a una casa. En la casa, y subiendo las escaleras, un cuarto en el que hay una mujer (Victoria) mirándose en el espejo. Probablemente porque no es un sueño regular si no una sesión de hipnoterapia, puede ver su rostro más claramente. Entonces le pregunta por qué está ahí, a lo que Victoria contesta que tiene algo que compartir con él, una historia que contar sobre algo terrible que la entristece.
En una referencia a la primera parte, Victoria dice "No soy la que El Durmiente creyó que era", una pista para entender lo que vendrá después.
- Datos: Q2836556